# Phlebia subceracea
Phlebia subceracea är en svampart som först beskrevs av Elsie Maud Wakefield, och fick sitt nu gällande namn av Nakasone 2003. Phlebia subceracea ingår i släktet Phlebia och familjen Meruliaceae.   Inga underarter finns listade i Catalogue of Life.